# Chỉ có mình anh
Chỉ có mình anh (絶対彼氏 Zettai Kareshi) là một bộ manga Nhật Bản của tác giả Watase Yuu, một câu chuyện tình cảm giữa một nữ sinh cấp 3 và chàng người máy lạ kỳ Night Tenjo - sản phẩm thử nghiệm của một công ty công nghệ cao Kronos Heaven, với mục đích chế tạo những "Robot tình nhân".

## Phim chuyển thể
Khác với truyện gốc, bộ phim Zettai Kareshi chỉ mượn tình huống truyện như là sự tồn tại đầy giả tưởng của loại robot kỹ thuật cao giống hệt như người, vốn luôn là niềm mơ ước của văn minh nhân loại hiện nay. Câu chuyện xoay quanh 3 nhân vật chính: Izawa Riko - 1 nhân viên tập sự, Night Tenjo - 1 người máy có bổn phận làm người yêu lý tưởng của Izawa và Asamoto Soshi - sếp của Izawa. Kết truyện, Night Tenjo và Izawa Riko không thể sống mãi bên nhau nhưng bộ phim đã để lại những lời khuyên quý báu về tình yêu và nụ cười.
- Hayami Mokomichi vai Tenjo Night
- Mizushima Hiro vai Asamoto Soshi
- Aibu Saki vai Izawa Riiko
- Sasai Eisuke vai Shirasagi Yuki
- Ueno Natsuhi vai Ito Mika
- Satoi Kenta vai Hirata Hajime
- Nekoze Tsubaki vai Adachi Kyoko
- Komoto Maki vai Sato Nozomi
- Kaji Masaki vai Tanaka Yoichiro
- Yamada Meikyo vai Asamoto Shiro
- Minemura Rie (峯村リエ) vai Yoshioka Tetsuko
- Erena vai Ono Chiho
- Sakuragi Ryosuke (桜木涼介) vai Morikawa Yasushi
- Watanuki Shoichi (綿貫正市) vai Dei Takeru
- Irie Jingi vai Hayashi Kota
- Yamamoto Kei vai Asamoto Kazushi
- Nakamura Shunsuke vai Asamoto Masashi
- Sasaki Kuranosuke vai Namikiri Gaku
- Maya Miki vai Wakabayashi Fujiko
- Các khách mời, nhân vật phụ khác:

- Kyo Nobuo vai Ishizeki Hayato (tập 1)
- Susana (tập 1)
- Katoh Hitoshi (加藤仁志) (tập 1)
- Ingen (いんげん) (tập 1)
- Maki Toru (牧徹) (tập 1)
- Kikuchi Kinya (tập 2)
- Kin Manpuku (金萬福) (tập 2)
- Yamagami Kenji (山上賢治) (tập 2)
- Oka Ayumi (岡あゆみ) (tập 2)
- Ihata Juri (tập 2)
- Kanechiku Kenji (かねちくけんじ) (tập 2)
- Yuki Yasutake (遊木康剛) (tập 2)
- Awabi Tachimasa (鮑立傑) (tập 2)
- Komuro Yuta (tập 2)
- Ishida Taro vai Miura Hitoshi (tập 3)
- Harada Yuko (原田祐子) (tập 3)
- Hashino Ryunosuke (土師野隆之介) (tập 3)
- Nakamura Masaya (tập 4)
- Nanbu Torata (南部虎弾) (tập 4)
- Nagamune Yoshimichi (長棟嘉道) (tập 4)
- Kurobe Yukihide (黒部幸英) (tập 4)
- Shibasaki Noboru (芝崎昇) (tập 4)
- Nodaka Aoi (野貴葵) (tập 4,6,8)
- Mori Fujio (森富士夫) (tập 5)
- Kodama Raishin (児玉頼信) (tập 5)
- Hirata Takayuki (平田貴之) (tập 5)
- Asakura Chie (浅倉千絵) (tập 5)
- Iwamatsu Ryo vai Izawa Yoshiharu (tập 6)
- Takahashi Hitomi vai Izawa Makiko (tập 6)
- Takatsuki Yuji (高槻祐士) (tập 6)
- Sakai Ayana vai Hirai Natsumi (tập 7-9)
- Kato Chiaki (加藤千安樹) (tập 7)
- Sato Momiji (佐藤椛) (tập 7)
- Teshima Tomoko (手嶋智子) (tập 7)
- Inagaki Rinka (稲垣鈴夏) (tập 7)
- Gamou Junichi (蒲生純一) (tập 8)
- Iseda Takahiro (伊勢田隆弘) (tập 8)
- Deguchi Masayoshi (出口正義) (tập 8)
- Abe Tsuyoshi vai Toshiki (tập 8)
- Klaus Brenner (tập 9-10)
- Kono Yasuro (河野安郎) (tập 9)
- Kikui Aki (菊井亜希) (tập 9)
- Ando Yumi (安藤祐美) (tập 9)
- Neko Hiroshi (猫ひろし) (tập 10)
- Takei Hidenori (武井秀哲) (tập 11)
| Tập             | Tiêu đề                     | Đánh giá (Kanto) |
| 01              | The robot that bestows love | 13.1             |
| 02              | Poor love, totally          | 14.3             |
| 03              | Stolen love, totally        | 15.1             |
| 04              | Kissing love, totally       | 13.1             |
| 05              | Jealous love, totally       | 13.1             |
| 06              | Scrapped                    | 12.4             |
| 07              | A love that touched her     | 13.0             |
| 08              | A new robot love            | 12.1             |
| 09              | Missing you                 | 13.0             |
| 10              | I won't let you have her    | 11.9             |
| 11              | Miracle                     | 13.6             |
| Điểm trung bình | ...                         | 13.2             |